# جویس (آیووا)
جویس (به انگلیسی: Joice) شهری در ایالت آیووا کشور ایالات متحده آمریکا است که جمعیت آن در سرشماری سال ۲۰۱۰ میلادی، ۲۲۲ نفر بوده‌است.